# Богушёвка
Богушёвка — село в Раздольском сельском округе Хостинского района муниципального образования город-курорт Сочи Краснодарского края.

## География
Располагается на левом, пологохолмистом склоне долины реки Бзугу.

## История
Основателем села считается Бали Бедросович Христакян, который в 1896, во время резни армян, уйдя морем из Турции (Западной Армении), обосновался на этих землях, принадлежавших тогда царскому наместнику Богушевскому. С тех пор и началась история села. В 1920-х годах здесь организовали колхоз имени Шаумяна, затем — имени Кагановича. В 1960-х годах земли отошли к опытно-производственному хозяйству «Хостинское».

## Население
| 2002 | 2010 |
| ---- | ---- |
| 309  | ↗349 |

Национальный состав
Село населено преимущественно армянами. Старейшие фамилии: Кагосяны, Христакяны, Сауляны, Аракеляны, Калайджяны, Мавяны.